# 구건민
구건민(2009년 5월 3일 ~ )은 대한민국의 배우이다.

## 출연 작품

### 텔레비전 드라마
- 2013년 SBS 특별기획 《결혼의 여신》 - 다인 역
- 2013년 tvN 일일시트콤 《감자별 2013QR3》 - 어린 노수영 역 (서예지 아역)
- 2014년 SBS 아침연속극 《청담동 스캔들》
- 2014년 TV조선 주말드라마 《최고의 결혼》 - 어린 차기영 역 (박시연 아역)
- 2014년 SBS 드라마스페셜 《내겐 너무 사랑스러운 그녀》 - 어린 윤세나 역 (정수정 아역)
- 2014년 SBS 주말극장 《기분 좋은 날》 - 어린 한다인 역 (고우리 아역)
- 2014년 KBS 2TV 월화드라마 《힐러》 - 어린 채영신 / 오지안 역 (박민영 아역)
- 2014년 MBC 드라마넷 《나의 유감스러운 남자친구》
- 2015년 JTBC 금토드라마 《순정에 반하다》
- 2015년 MBC TV 특별기획 주말드라마 《여왕의 꽃》
- 2015년 KBS 2TV 수목드라마 《어셈블리》
- 2015년 JTBC 금토드라마 《라스트》
- 2015년 KBS 1TV 일일드라마 《우리집 꿀단지》 - 어린 최아란 역 (서이안 아역)
- 2015년 KBS 2TV 수목드라마 《오 마이 비너스》 - 윤아 역
- 2016년 MBC TV 일일특별기획드라마 《워킹 맘 육아 대디》 - 김방글 역
- 2017년 SBS 드라마스페셜 《사임당, 빛의 일기》
- 2017년 tvN 수목드라마 《크리미널 마인드》 - 정하은 역
- 2019년 MBC TV 일일드라마 《용왕님 보우하사》 - 어린 여지나 역 (조안 아역)

### 영화
- 《차이나타운》 (2015년) - 백혈병 아이 역
- 《해피 투게더》 (2018년) - 어린하늘 친구 소연 역

### 텔레비전 프로그램
- 《연쇄쇼핑가족》 (2015년, JTBC) - 오예은 역

### 오페라
- 《Cosi fan tutte》 (2014년) - 큐피트 역

## 수상
- 2016년 MBC 연기대상 아역상